# Erinneringe

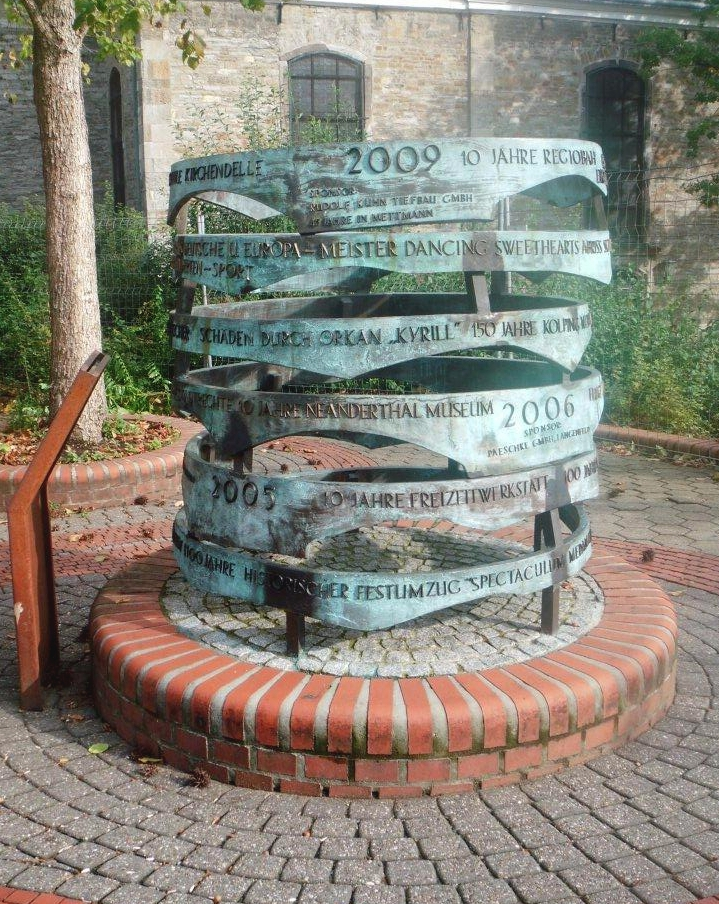
Archiv der Jahresringe von 2004 bis 2009

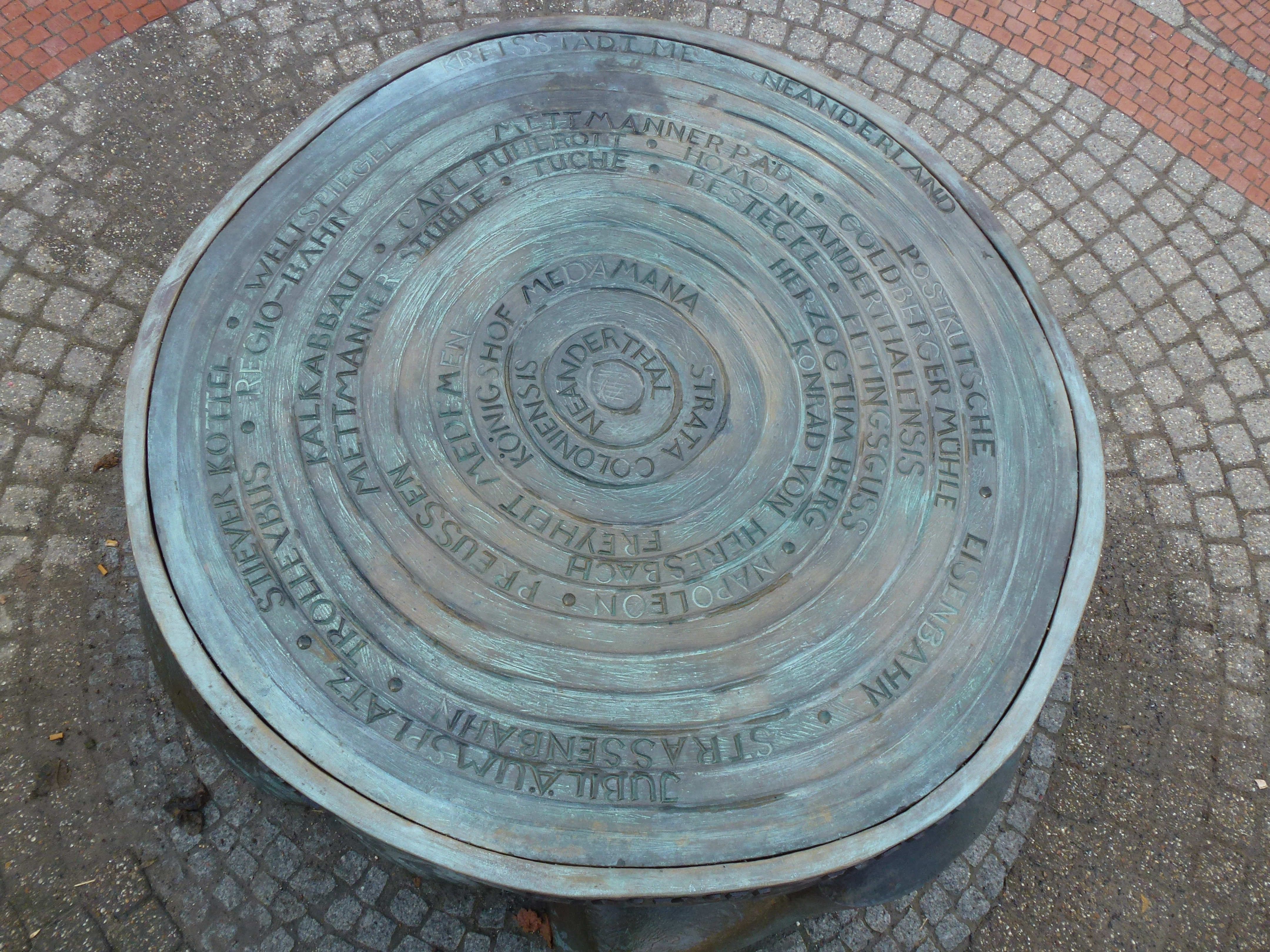
Stilisierter Baumstumpf mit beschrifteten Jahresringen

Die Erinneringe (Kofferwort aus Erinnerung und Ring) sind ein zweiteiliges Bronzebildwerk der Künstlerin Elke Tenderich-Veit auf dem Lavalplatz in Mettmann, das im Jahr 2004 anlässlich der 1100-Jahr-Feier aufgestellt wurde. Es handelt sich um ein wachsendes Kunstwerk, das sowohl einen Bezug zur historischen als auch zur jüngeren Geschichte der Stadt herstellt. Dieses Werk der Kunst im öffentlichen Raum soll das gemeinsame Gedächtnis der Bürger von Mettmann bewahren. Die Skulptur befindet sich im Stadtzentrum in unmittelbarer Nähe zur historischen Altstadt von Mettmann.

## Beschreibung
Das Kunstwerk besteht zum einen aus einem Sockel, der stilisiert einen in ca. 1,20 m Höhe über dem Erdboden abgesägten Baum darstellt. Die horizontale Schnittfläche mit einem Durchmesser von ca. 1,50 m zeigt symbolisch Jahresringe, auf denen einige der Ereignisse aus der Geschichte von Mettmann aufgeführt werden.
Den oberen Rand des „Baumstumpfes“ umgibt ein ca. 15 cm hoher Bronzering, der jeweils letzte Erinnering, auf dem vier Ereignisse aus dem jeweils vergangenen Jahr als Stichwort verewigt sind. Die Inschrift wird zu Beginn des Folgejahres nach Abstimmung durch die Mettmanner Bürger vorgenommen und verbleibt für ein Jahr auf dem Sockel.
Die abgelaufenen Jahresringe werden neben dem Erinneringe-Sockel übereinander archiviert. So entsteht seit 2004 ein wachsendes Denkmal als eine Art nachhaltige Chronik der neueren Stadtgeschichte. Direkt neben dem „Archiv“ befindet sich eine Erläuterungstafel.

## Hintergründe
Träger und Organisator des Wachstumsprozesses ist der Stadtmarketing-Arbeitskreis „Neanderthal-Stadt Mettmann“, von dessen Sprecher Bernd Günter die Grundidee zum Konzept der Erinneringe stammt.
Welche vier Ereignisse auf den jeweiligen Ringen aufgebracht werden, wird durch die Mettmanner Bevölkerung bestimmt. Die Mettmanner Bürger haben dabei die Möglichkeit eigene Vorschläge für die bedeutendsten Ereignisse zu machen. Aus den eingereichten Vorschlägen und eigenen Ideen erstellt der Stadtmarketing-Arbeitskreis „Neanderthal-Stadt Mettmann“ eine Liste von zehn Vorschlägen, aus denen die Bevölkerung jeweils im Januar des Folgejahres über das Internet, die örtliche Presse oder schriftlich vier auswählt.
Die Kosten der Jahresringe werden von privaten Sponsoren getragen, die entweder ihren Sitz in Mettmann haben oder auf andere Weise mit der Stadt verbunden sind. Die Mettmanner Erinneringe sind das bundesweit, wenn nicht sogar weltweit einzige Kunstwerk dieser Art und werden ausschließlich durch die ehrenamtliche Arbeit des Stadtmarketing-Arbeitskreises „Neanderthal-Stadt Mettmann“ und durch Sponsoren getragen.